# Округ Адамс (Охајо)
Округ Адамс (енгл. Adams County) је округ у америчкој савезној држави Охајо.

## Демографија
По попису из 2010. године број становника је 28.550, што је 1.22 (4,5%) становника више него 2000. године.
| Група             | 2000.          | 2010.          |
| Белци             | 26.604 (97,3%) | 27.713 (97,1%) |
| Афроамериканци    | 48 (0,2%)      | 87 (0,3%)      |
| Азијати           | 34 (0,1%)      | 33 (0,1%)      |
| Хиспаноамериканци | 175 (0,6%)     | 243 (0,9%)     |
| Укупно            | 27.330         | 28.550         |